# Arpa
L'arpa (dal latino tardo harpa, di origine germanica) è uno strumento musicale a corde pizzicate.
Esistono vari tipi di arpe. Per quello che riguarda la musica popolare e tradizionale, molte culture e geografie hanno tra i propri strumenti qualche variante di arpa: si ha così l'arpa celtica, le varie arpe africane e indiane, mentre in Italia trova un posto di rilievo l'arpa viggianese.
In ambito occidentale, il termine arpa non altrimenti specificato si riferisce quasi sempre all'arpa da concerto a pedali, della quale esistono varianti acustiche ed elettriche.
L'arpa da concerto a pedali è dotata di 47 corde tese tra la cassa di risonanza o cassa armonica e una mensola detta "modiglione", con un'estensione di 6 ottave e mezzo e intonata in do bemolle maggiore. I suoni estranei a questa tonalità si possono ottenere agendo su 7 pedali a doppia tacca; ogni corda è in grado di produrre tre note diverse ed è possibile costruire una scala cromatica.
Le corde più corte, quindi più vicine alla cassa di risonanza, producono suoni più acuti, mentre pizzicando le corde più lunghe si ottiene un suono più grave. 
Una moderna arpa da concerto è costituita da circa 1415 pezzi, di cui alcuni in legno.
Le arpe hanno dalle 34 alle 38 corde, mentre le arpe classiche a pedali (secondo il modello Erard) hanno 40 o 47 corde.

## Storia

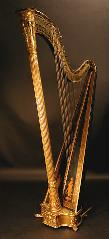
Arpa Érard

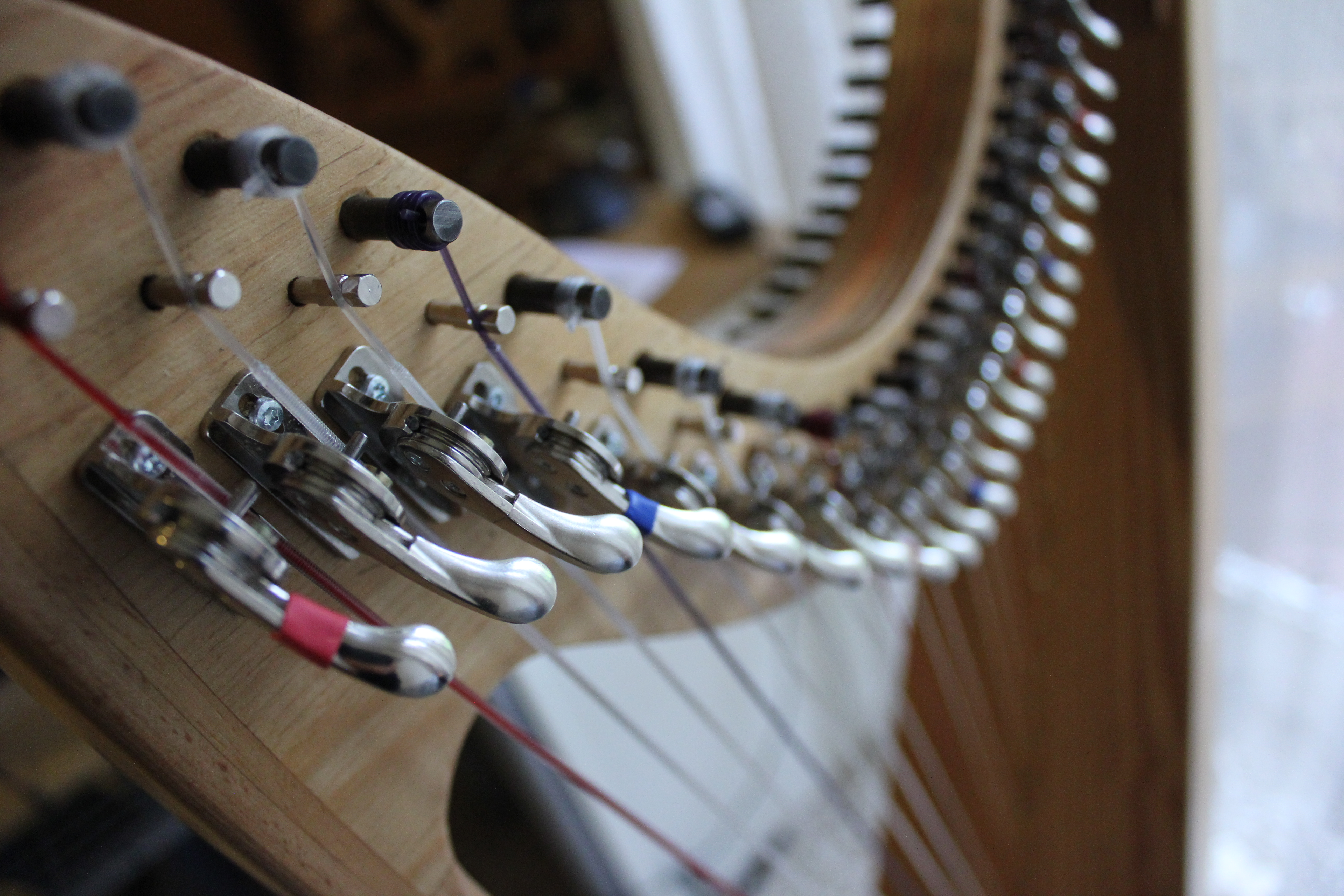
.

L'arpa ha un'origine antichissima: deriva dal cosiddetto arco, primi ad avere in uso l'arpa furono i Sumeri nel III millennio a.C. In Egitto, le raffigurazioni sui monumenti risalenti all'Antico Regno, descrivono strumenti di media grandezza, alti circa un metro, forniti di sei o otto corde, formati grazie ad un fusto di legno arcuato, aventi l'estremità inferiore a forma di losanga, parzialmente concava e convessa; il suonatore appare accosciato o inginocchiato. Nelle epoche successive, ad esempio nel Medio Regno, lo strumento assume dimensioni più grandi ed il suonatore viene raffigurato in piedi, la cassa sonora appare più ampia ed anche il numero di corde sale fino a venti.
Due arpe a tredici corde sono state trovate nella tomba di Ramses III (KV11) a Luxor, dove sono anche state rinvenute le raffigurazioni di due arpisti che suonano due strumenti di grandi dimensioni a forma di arco; per questo motivo questa sepoltura è nota anche come "Tomba degli arpisti"
Se ne conserva un esemplare che è stato datato circa al 2700 a.C. ritrovato a Ur (nell'odierno Iraq) da sir Leonard Woolley. L'arpa di cui parliamo era curvilinea e viene ancora costruita in Africa.
Presso gli Egizi e gli Assiri venivano costruite arpe di varia foggia ed aventi un numero tra loro differente di corde (sembra che se ne avessero fino a 22).
 L'uso dell'arpa era anche conosciuto dal popolo ebraico mentre fu disdegnato ( benché citato e conosciuto) dai Greci e dai Romani a tutto vantaggio della lira e della cetra, spesso confuse con questa nelle definizioni e nelle descrizioni letterarie.
L'arpa ricomparve in Europa, durante il IV secolo, presso le popolazioni nordiche (in particolare irlandesi ed anglosassoni) e da lì si diffuse nel resto del continente dove venne particolarmente usata nel genere musicale del Minnesang nel XII secolo. Dal IX secolo al XIV secolo l'arpa in Irlanda fu usata dai cantori girovaghi.
L'arpa divenne molto comune nel XIV secolo come accompagnamento per i canti o le danze.
Questo strumento ha subito notevoli modifiche nell'arco dei secoli.
Michael Praetorius, nel 1619 descriveva i tre tipi di archi diffusi al suo tempo: l'arpa comune, di 24 corde diatoniche, avente un'estensione da fa a la; l'arpa irlandese, di 43 corde, da do a mi; e l'arpa doppia, cromatica, di cinque ottave (do - do).
A partire dall'inizio del XVII secolo fu utilizzata per la realizzazione del basso continuo, in particolare nell'accompagnamento del canto, e fu quindi inserita immediatamente nel gruppo strumentale utilizzato nelle prime opere; nel 1607, Monteverdi le dedicò un ruolo solistico nell'Orfeo, dove simboleggia la lira suonata da Orfeo. Proprio in questo secolo furono effettuati vari tentativi per estendere le possibilità esecutive dell'arpa. Dapprima fu fatto il tentativo di ridurre le arpe a due tipi di accordature; Antonio Stachio aggiunse cinque corde per ciascuna ottava e quindi estese la gamma dell'arpa a sei ottave più due note. Patrini realizzò un'arpa doppia, in cui una fila di corde emetteva i toni della scala diatonica, mentre l'altra i semitoni intermedi. Solamente nel 1720, il costruttore bavarese Hochbrucker inserì i pedali, prima quattro e poi sette, azionanti una serie di leve collegate ai piroli delle corde; alla pressione del pedale corrispondeva una maggiore tensione della corda, equivalente al rialzo di un semitono.

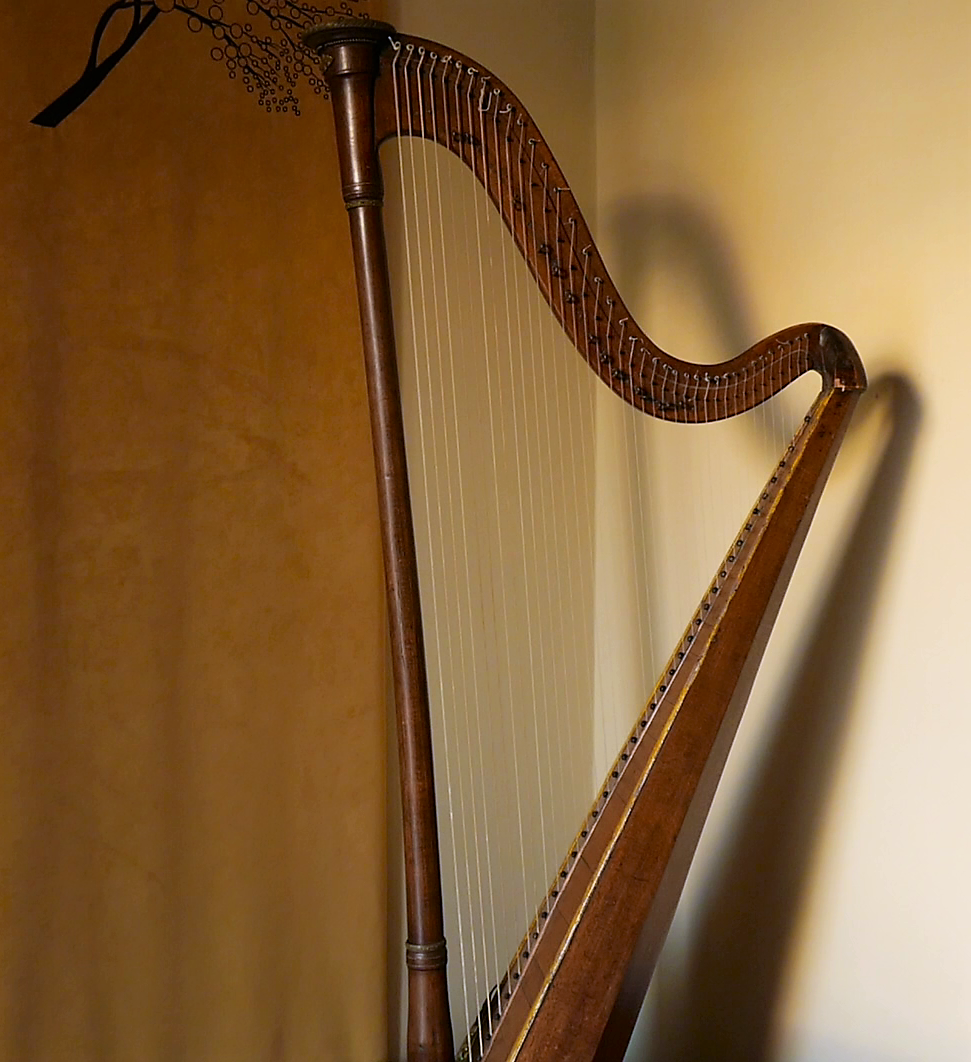
Arpa viggianese

Tra i bagagli che Maria Antonietta portò con sé quando nel 1770, a 15 anni, si recò a Parigi per sposare il futuro Luigi XVI c'era un'arpa. Allieva di Gluck la futura regina si esercitava quotidianamente sulla sua musica. Tutti i più grandi talenti d'Europa di questo strumento si recavano alla Reggia di Versailles per esibirsi davanti a lei mentre a Parigi si contavano ben 200 botteghe di arpe contro le 2 dei tempi presenti.
Con l'aggiunta di varie modifiche tecniche l'arpa conquistò secoli e paesi. La scuola d'arpa fu particolarmente brillante nella seconda metà del XVIII secolo in Francia, dove furono fabbricate arpe decorate in modo sfarzoso, alcune delle quali sono ancora conservate presso il Museo del Conservatorio di Parigi, il Museo della Scienza e della Tecnica di Monaco, il Museo dell'arpa Victor Salvi di Piasco (CN). Furono due liutai parigini, i Cousineau, nel 1760, a perfezionare il meccanismo dei pedali, applicando il sistema a uncinetto, che si rivelò molto più pratico dei precedenti e che si basava sull'azione del pedale su un tirante che - tramite una serie di leve - esercitava un'azione di attrazione sugli uncinetti e grazie a questi ultimi la corda veniva trascinata sui capotasti supplementari.
Nel Regno di Napoli, Giuseppe Antonini riportò la testimonianza di un visitatore che, intorno al 1745, narrò la presenza di suonatori dello strumento a Viggiano, in provincia di Potenza. Il viggianese Vincenzo Bellizia, considerato dal contemporaneo Francesco De Bourcard come «valentissimo costruttore d'arpe», fu uno dei primi artigiani a produrre arpe meccaniche nel reame partenopeo e, per i suoi meriti musicali, fu premiato dal Real Istituto di Incoraggiamento con una medaglia d'argento.
Nicolas Bochsa (1789-1856) fu uno dei più grandi arpisti del XIX secolo così come il suo allievo Elias Parish Alvars.

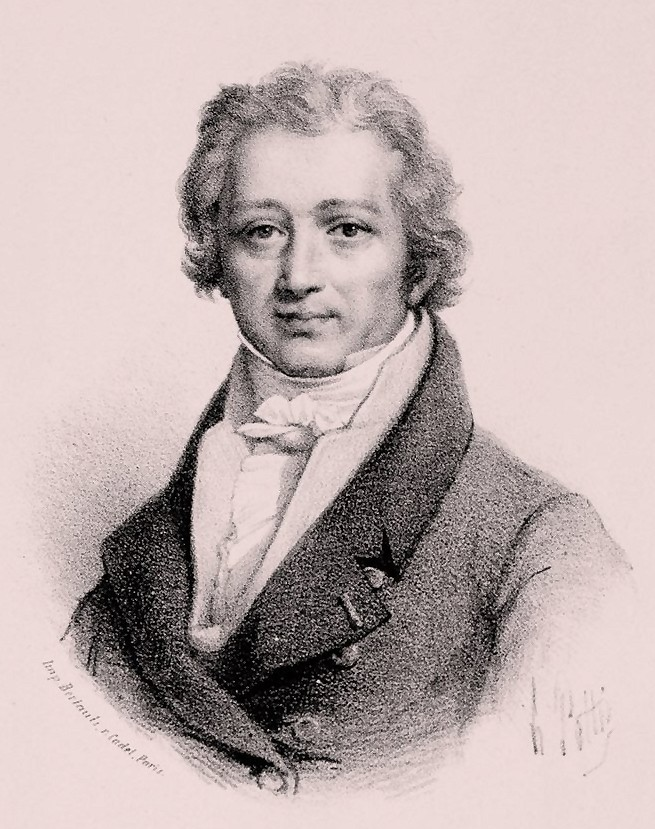
Sébastien Érard, costruttore di arpe, clavicembali, fortepiani e pianoforti

Nel 1811 nacque a Londra l'arpa a doppio movimento, che consentì l'esecuzione in tutte le tonalità grazie alla possibilità di innalzare la corda di due semitoni; questa tecnologia è tuttora in uso a brevetto del francese Sébastien Érard, che nel 1786 aveva già realizzato l'arpa a sistema unico. L'arpa moderna fu poi perfezionata nel corso del medesimo secolo.
È proprio in Francia che si può annoverare una grande diffusione di composizioni per arpa, tra le quali le Danses pour harpe chromatique et orchestre d'instruments à cordes e la Sonata per flauto, viola e arpa di Claude Debussy, Introduzione e allegro di Maurice Ravel, Impromptu, Une chatelaine en sa tour di Gabriel Fauré; il Petit livre de harpe de Madame Tardieu e il Concertino per arpa di Germaine Tailleferre.
Già nei primi decenni del Novecento l'arpa, grazie all'opera di numerosi arpisti, tra i quali spiccano nomi come quello di Casper Reardon (allievo di Carlos Salzedo), quello di Alice Coltrane (moglie del sassofonista John Coltrane) o quello di Dorothy Ashby, ha iniziato ad essere impiegata anche in contesti musicali prettamente Jazzistici. Infatti, ancora oggi, per mano di musicisti contemporanei come Park Stickney, Edmar Castaneda o Marcella Carboni, l'arpa continua a prestare al Jazz la propria originale sonorità, grazie anche alla valorizzazione di particolari effetti tecnici ed esecutivi, come ad esempio la propensione ad enfatizzare il passaggio tra due semitoni con la sola azione del pedale senza dover tornare così a pizzicare la seconda nota, o come l'utilizzo percussionistico della tavola armonica.

## Museo dell'arpa
A Piasco, piccolo comune in provincia di Cuneo, esiste il Museo dell'arpa.

## Funzionamento dell'arpa

### Pedali (arpa classica)
Nelle arpe classiche alla base ci sono 7 pedali (uno per ogni nota musicale) a doppio movimento, ciascuno dei quali aziona dei dischetti che cambieranno le alterazioni di quella particolare nota in tutta l'arpa. Le posizioni del pedale sono tre per fare diesis (posizione in basso), bequadro (posizione centrale) e bemolle (posizione in alto).

## Note

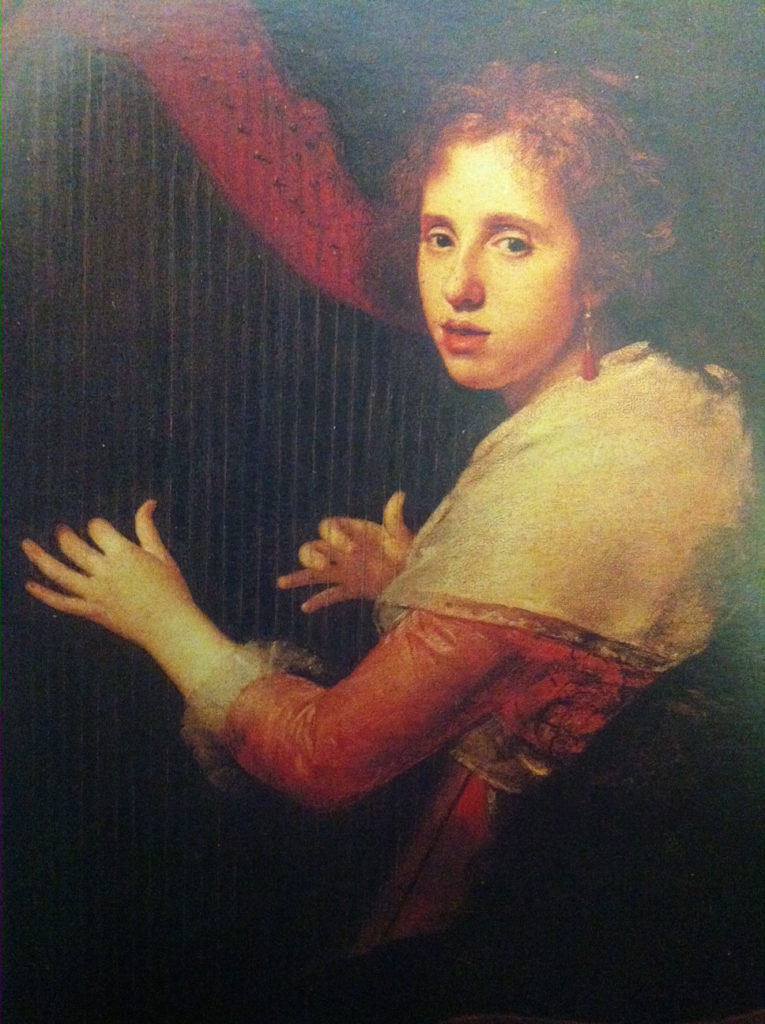
Caterina Rega ritratta da Costanzo Angelini Fonte: Associazione Italiana Arpa.